# Расселенец
Расселенец (укр. Розселенець, до 2016 г. — Червоный Расселенец) — посёлок, относится к Беляевскому району Одесской области Украины.
Население по переписи 2001 года составляло 910 человек. Почтовый индекс — 67666. Телефонный код — 4852. Занимает площадь 0,64 км². Код КОАТУУ — 5121081403.

## Местный совет
67668, Одесская обл., Беляевский р-н, с. Великий Дальник, ул. Б. Хмельницкого, 3